# Pseudomeloe picipes
Pseudomeloe picipes es una especie de coleóptero de la familia Meloidae.

## Distribución geográfica
Esta especie habita en América del Sur, concretamente en Chile, Argentina, Bolivia, Ecuador y Perú. Pseudomeloe picipes es una especie exclusiva de los Andes, ya que de momento se han registrado muy pocas, en concreto hay 41 especies registradas y de estas, trece habitan en Argentina.

## Caracterización morfológica
Es una especie que se distingue fácilmente del resto, porque no tiene alas y los élitros los tiene muy pequeños, además del abdomen grueso, blando y rugoso. Un elemento muy característico es la variación de colores entre ellos de sus antenas, patas, cabeza y élitros.

## Plantas asociadas
Las plantas de las cuales se alimentan son; Solanum lycopersicum L. y Solanum peruvianum L y Larrea.